# Zeuxia rubetra
Zeuxia rubetra là một loài ruồi trong họ Tachinidae.